# Saison 3 de L'Arme fatale
Chronologie
Saison 2
Cet article présente le guide des épisodes de la troisième saison de la série télévisée américaine L'Arme fatale (Lethal Weapon).

## Généralités
- Aux États-Unis, la saison a été diffusée du 25 septembre 2018 au 26 février 2019 sur le réseau Fox.
- Au Canada, la saison a été diffusée en simultanée sur le réseau Citytv.
- Le 3 octobre, Damon Wayans annonce son départ après le tournage des treize épisodes commandés[1]. Le 12 octobre, Fox commande deux épisodes supplémentaires et assure la participation de Wayans[2].

## Distribution

### Acteurs principaux
- Damon Wayans (VF : Serge Faliu) : Roger Murtaugh
- Seann William Scott (VF : Thomas Roditi) : Wesley Cole
- Keesha Sharp (VF : Maité Monceau) : Trish Murtaugh
- Kevin Rahm (VF : Pierre Tessier) : Capitaine Brooks Avery
- Johnathan Fernandez (VF : Eilias Changuel) : Bernard dit « Scorsese », le légiste
- Dante Brown (VF : Jimmy Redler) : Roger Murtaugh Jr.
- Chandler Kinney (VF : Célia Diane) : Riana Murtaugh
- Michelle Mitchenor (VF : Laetitia Laburthe) : Sonya Bailey

### Acteurs récurrents
- Maggie Lawson (VF : Laura Blanc) : Natalie Flynn, l'ex-femme de Cole (9 épisodes)
- Shay Rudolph (VF : Marine Bertieaux) : Maya Flynn, la fille de Cole (9 épisodes)
- Paola Lázaro (VF : Youna Noiret) : Luisa « Louie » Gutierrez / "La Goutte"[3] (7 épisodes)
- Nishi Munshi (VF : Stéphanie Hédin) : le procureur Erica Malick[4] (5 épisodes)
- Jonathan Sadowski (VF : Thierry Wermuth) : Andrew Simon, le compagnon de Natalie (5 épisodes)
- Mykelti Williamson (VF : Thierry Desroses) : Tom Barnes[5] (4 épisodes)

### Acteurs invités
- Clayne Crawford (VF : Valentin Merlet) : Martin Riggs (épisode 1)
- Jordana Brewster (VF : Laëtitia Lefebvre) : Dr Maureen « Mo » Cahill (épisodes 1 et 2)
- Michelle Hurd (VF : Zaïra Benbadis) : Gina Santos (épisode 1)
- Andrew Patrick Ralston : Jim McNeile (épisode 1)
- Thomas Lennon (VF : Laurent Morteau) : Leo Getz (épisodes 4 et 10)
- Leonor Varela : Sofia Vasquez (épisodes 6 et 7)
- Carlos Arellano : Victor Vasquez (épisode 6)
- Anna Khaja (VF : Laura Zichy) : Donna Malick, la mère d'Erica (épisodes 8 et 11)
- Louise Lombard (VF : Marjorie Frantz) : lorna Cole, la mère de Wesley (épisodes 9 et 13)
- Cazzey Louis Cereghino : Calvin Marks (épisode 9)
- Don Harvey (VF : Bernard Bollet) : Tom Kessler (épisode 10)
- Jessica Tuck (VF : Rafaèle Moutier) : Anna Strong, le procureur (épisode 10)
- Haley Strode (VF : Juliette Poissonnier) : Julie (épisode 10)
- Jason Gedrick : Frank Hardy (épisode 12)
- Daniel Bernhardt : Sven Olsen, dit « Le Suédois » (épisode 12)
- Antal Kalik : Mike Hardy (épisode 12)
- Marwan Salama : Rafi (épisode 14)
- Tate Ellington : Daryl (épisode 14)
- Philip Tan : Brian Lee (épisode 14)
- Lola Glaudini (VF : Julie Dumas) : Un agent du FBI (épisode 15)

## Épisodes

### Épisode 1:Le Retour du soldat
- États-Unis /  Canada : 25 septembre 2018 sur Fox[6] / Citytv
- Suisse : 17 février 2019 sur RTS Un
- Belgique : 23 février 2019 sur La Deux
- France : 12 mars 2019 sur TF1[7]

- États-Unis : 3,43 millions de téléspectateurs[8] (première diffusion)

À Alep en Syrie, Wesley Cole, un agent de la CIA, accomplit sa mission avec succès, mais cet exploit coûta la vie d'un jeune garçon de 9 ans, Hanni, avec qui il s'était lié d'amitié. Au même moment à Los Angeles, Roger Murtaugh conduit son coéquipier, Martin Riggs, aux urgences de la ville, car ce dernier s'est fait mortellement tirer dessus par son demi-frère, Garrett, qui voulait venger la mort de son père, alors que le second se rendait une dernière fois devant la tombe de sa défunte épouse avant d'emménager dans sa ville natale avec Molly et Ben. Malheureusement, Roger apprend la mort de son partenaire par un chirurgien qui n'a pas réussi à le sauver. 6 mois se sont écoulés depuis cette tragédie et l'ancien partenaire de Riggs a bien du mal à faire le deuil. Il refuse d'enquêter sur d'autres affaires, car celle de la mort de son coéquipier est bien plus importante. Sa femme, Trish, lui apprend que Garrett s'est suicidé après avoir assassiné son demi-frère, mais Roger refuse de croire en cette théorie. Un jour, il fait la rencontre de Wesley Cole, jeune patrouilleur de police, et les deux hommes pourchassent ensemble les mêmes suspects. Mais les choses ne s'arrangent pas pour le vétéran, car un message vidéo de Garrett qui avoue le meurtre de son coéquipier le déprime davantage. Il abandonne l'affaire et fait brûler son badge.

### Épisode 2:Trahisons en chaîne
- États-Unis /  Canada : 2 octobre 2018 sur Fox / Citytv
- Suisse : 17 février 2019 sur RTS Un
- Belgique : 23 février 2019 sur La Deux
- France : 12 mars 2019 sur TF1

- États-Unis : 3,15 millions de téléspectateurs[9] (première diffusion)

### Épisode 3:Ticket perdant
- États-Unis /  Canada : 9 octobre 2018 sur Fox / Citytv
- Suisse : 24 février 2019 sur RTS Un
- Belgique : 23 février 2019 sur La Deux
- France : 19 mars 2019 sur TF1

- États-Unis : 2,94 millions de téléspectateurs[10] (première diffusion)

### Épisode 4:Injustice pour tous
- États-Unis /  Canada : 16 octobre 2018 sur Fox / Citytv
- Suisse : 24 février 2019 sur RTS Un
- Belgique : 1er mars 2019 sur La Deux
- France : 19 mars 2019 sur TF1

- États-Unis : 2,86 millions de téléspectateurs[11] (première diffusion)

### Épisode 5:Dans les règles de l'art
- États-Unis /  Canada : 30 octobre 2018 sur Fox / Citytv
- Suisse : 3 mars 2019 sur RTS Un
- Belgique : 1er mars 2019 sur La Deux
- France : 26 mars 2019 sur TF1

- États-Unis : 2,67 millions de téléspectateurs[12] (première diffusion)

### Épisode 6:Panama
- États-Unis /  Canada : 6 novembre 2018 sur Fox / Citytv
- Suisse : 3 mars 2019 sur RTS Un
- Belgique : 8 mars 2019 sur La Deux
- France : 26 mars 2019 sur TF1

- États-Unis : 3,03 millions de téléspectateurs[13] (première diffusion)

### Épisode 7:Bali
- États-Unis /  Canada : 13 novembre 2018 sur Fox / Citytv
- Belgique : 8 mars 2019 sur La Deux
- Suisse : 10 mars 2019 sur RTS Un
- France : 2 avril 2019 sur TF1

- États-Unis : 2,79 millions de téléspectateurs[14] (première diffusion)

### Épisode 8:Soirée entre hommes
- États-Unis /  Canada : 27 novembre 2018 sur Fox / Citytv
- Suisse : 10 mars 2019 sur RTS Un
- Belgique : 15 mars 2019 sur La Deux
- France : 2 avril 2019 sur TF1

- États-Unis : 3,00 millions de téléspectateurs[15] (première diffusion)

### Épisode 9:Papa s'occupe des méchants
- États-Unis /  Canada : 4 décembre 2018 sur Fox / Citytv
- Belgique : 15 mars 2019 sur La Deux
- Suisse : 17 mars 2019 sur RTS Un
- France : 9 avril 2019 sur TF1

- États-Unis : 2,89 millions de téléspectateurs[16] (première diffusion)

### Épisode 10:L'Herbe est toujours plus verte
- États-Unis /  Canada : 1er janvier 2019 sur Fox / Citytv
- Suisse : 17 mars 2019 sur RTS Un
- Belgique : 22 mars 2019 sur La Deux
- France : 9 avril 2019 sur TF1

- États-Unis : 3,38 millions de téléspectateurs[17] (première diffusion)

### Épisode 11:Fenêtre sur cour d'hôtel
- États-Unis /  Canada : 8 janvier 2019 sur Fox / Citytv
- Belgique : 22 mars 2019 sur La Deux
- Suisse : 24 mars 2019 sur RTS Un
- France : 16 avril 2019 sur TF1

- États-Unis : 3,23 millions de téléspectateurs[18] (première diffusion)

### Épisode 12:Qui veut la peau de Roger Murtaugh?
- États-Unis /  Canada : 15 janvier 2019 sur Fox / Citytv
- Suisse : 24 mars 2019 sur RTS Un
- Belgique : 29 mars 2019 sur La Deux
- France : 16 avril 2019 sur TF1

- États-Unis : 3,07 millions de téléspectateurs[19] (première diffusion)

### Épisode 13:Les Coyotes
- États-Unis /  Canada : 12 février 2019 sur Fox / Citytv
- Belgique : 29 mars 2019 sur La Deux
- Suisse : 31 mars 2019 sur RTS Un
- France : 23 avril 2019 sur TF1

- États-Unis : 3,11 millions de téléspectateurs[20] (première diffusion)

### Épisode 14:Jeu de dupes
- États-Unis /  Canada : 19 février 2019 sur Fox / Citytv
- Suisse : 31 mars 2019 sur RTS Un
- Belgique : 5 avril 2019 sur La Deux
- France : 30 avril 2019 sur TF1

- États-Unis : 3,24 millions de téléspectateurs[21] (première diffusion)

### Épisode 15:L'Espion qui m'aimait
- États-Unis /  Canada : 26 février 2019 sur Fox / Citytv
- Suisse : 31 mars 2019 sur RTS Un
- Belgique : 5 avril 2019 sur La Deux
- France : 30 avril 2019 sur TF1

- États-Unis : 3,06 millions de téléspectateurs[22] (première diffusion)